# Discoteque
Discoteque is een nummer van de Litouwse poprockband The Roop. Het nummer vertegenwoordigde Litouwen op het Eurovisiesongfestival 2021 in Rotterdam, Nederland, na het winnen van de voorselectiewedstrijd Pabandom iš Naujo! 2021.

## Bij het Eurovisiesongfestival
De 65ste editie van het Eurovisie Songfestival vond plaats in Rotterdam, Nederland en bestond uit twee halve finales op 18 mei en 20 mei 2021, en de grote finale op 22 mei 2021. Volgens de regels van het Eurovisiesongfestival moeten alle deelnemende landen, behalve het gastland en de "Big Five", bestaande uit Frankrijk, Duitsland, Italië, Spanje en het Verenigd Koninkrijk, zich kwalificeren voor een van de twee halve finales om te strijden voor de finale, hoewel de top 10 landen van de respectievelijke halve finale doorgaan naar de grote finale. Op 17 november 2020 werd aangekondigd dat Litouwen zou optreden in de eerste helft van de eerste halve finale van de wedstrijd. Op 18 mei, na deel te hebben genomen aan de eerste halve finale, werd aangekondigd dat Litouwen zich had gekwalificeerd voor de laatste ronde, met 203 punten, waarmee het de 4e plaats op de ranglijst van de halve finale behaalde.
Discoteque ontving in de grote finale 220 punten en eindigde als 8e in de competitie, het beste resultaat van het land sinds 2006.
Credits aangepast van Tidal.
- Laisvūnas Černovas - producer, keyboards, masterer, mixer, schrijver
- Vaidotas Valiukevičius - producer, keyboards, mixer, zang, schrijver
- Robertas Baranauskas - bas, keyboards, schrijver
- Mantas Banišauskas - gitaar, schrijver
- De Roop - zang
- Ilkka Wirtanen - schrijver
- Kalle Lindroth - schrijver